# تمويل اجتماعي

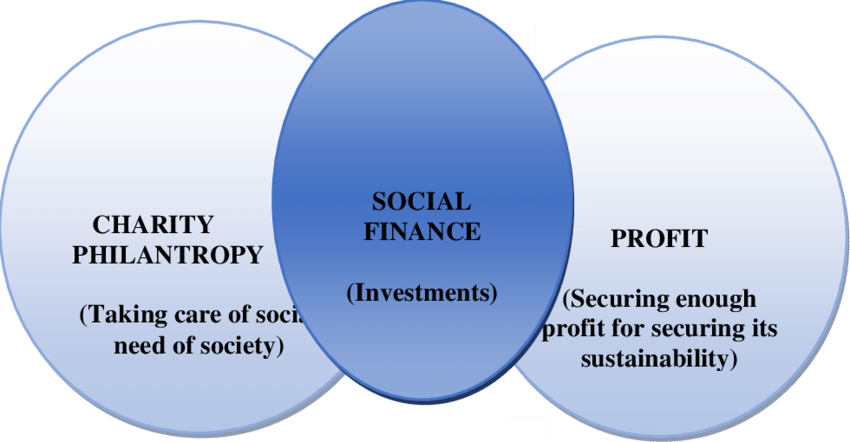

التمويل الاجتماعي (بالإنجليزية: Social finance)‏، هو نهج لإدارة الأموال التي توفر عوائد اجتماعية وعائدات اقتصادية.
غالباً ما يستخدم التمويل الاجتماعي لوصف الإقراض والاستثمار في الشركات التي تعتبر نفسها مؤسسات اجتماعية، وجمعيات خيرية، وتعاونيات، وغيرها من المنظمات التي تركز على التأثير. يمكن أن يشمل المصطلح الاستثمار المجتمعي، والإقراض الأصغر، والاستثمار في أعمال تجارية مستدامة ومسؤولة اجتماعياً ، وسندات التأثير الاجتماعي، وإقراض المشاريع الاجتماعية.
كما تندرج الاستثمارات الخيرية بالنتائج والاستثمارات ذات الصلة بالبرنامج، والتي يُشار إليها أحيانا باسم الأعمال الخيرية، تحت مظلة التمويل الاجتماعي.
تشترك هذه الأساليب في الاستثمار والتمويل في التركيز المزدوج لتنشيط العائدات الاجتماعية والبيئية الإيجابية للمستثمرين والعالم الأكبر. يحاول بعض المستثمرين الاجتماعيين التأثير على العائد البيئي ، والذي يشار إليه على اعتباره خطًا ثلاثيًا للأرباح. وبالمثل ، يمكن اعتباره استثمارًا ثلاثي الأبعاد ، وهو ما يمثل المخاطر والعائد والتأثير في نظر المستثمرين.